# Melvyn Goldstein
Melvyn C. Goldstein, född 8 februari 1938 i New York i USA, är en amerikansk socialantropolog och tibetolog. 
Melvyn Goldstein studerade historia med en kandidatexamen 1959 och en magisterexamen 1960, båda vid University of Michigan. Han disputerade i antropologi vid University of Washington 1968, där han bland annat lärde känna Tashi Tsering, och undervisade därefter vid Case Western Reserve University, där han senare blev professor. 
Han gifte sig med dottern till den tibetanske skriftlärde Surkhang Wangchen Gelek.